# Ilo (cidade)
Ilo é uma cidade portuária, a maior do Departamento de Moquegua e a capital da Província de Ilo, pertencente a Região de Moquegua, sul do Peru.